# Lotty Huffener-Veffer
Charlotte (Lotty) Huffener-Veffer (Amsterdam, 10 juli 1921 – aldaar, 27 juli 2018) was een Nederlands diamantsnijder en Holocaustoverlevende.

## Jeugd
Lotty Veffer was de oudste dochter van de Joodse Jonas Veffer (1893-1943), diamantslijper bij de firma Asscher, en Catharina Veffer-Stuiver (1895-1943), voor haar huwelijk verkoopster bij De Bijenkorf. Het was een muzikaal gezin: haar vader speelde viool in een kwartet met Max Tak, er werd veel gezongen, Lotty speelde piano en zong, haar zusje Carla speelde viool. Na de ulo en een jaar huishoudschool ging Lotty als diamantsnijder bij Asscher werken. Sinds haar twaalfde had ze een vriend, Sal(omon) Tukkie (1920-1943), later correspondent bij Metro-Goldwyn-Mayer. In de Tweede Wereldoorlog gingen ze in ondertrouw, maar vlak daarna werd Lotty opgepakt. Sal en zijn moeder werden op 23 juli 1943 in Sobibór vermoord.

## Tweede Wereldoorlog
In de oorlog was Lotty Veffer, zonder dat zij dat zelf wist, koerierster voor het verzet. Haar pianoleraar gaf haar documenten mee die zij bij verzetsmensen bezorgde. Gespecialiseerde vakarbeiders werden aanvankelijk gevrijwaard van deportatie. Op 11 februari 1943 werden alle diamantwerkers in Amsterdam echter opgepakt, ook het gezin Veffer, en via de Hollandsche Schouwburg op transport gezet naar Kamp Vught. Op 6 juni werd Carla met het Kindertransport naar Kamp Westerbork gestuurd en haar ouders gingen mee. Twee dagen later werden zij naar vernietigingskamp Sobibór gedeporteerd, en daar op 11 juni vergast. Lotty Veffer bleef achter in Vught.
Lotty Veffer werd tewerkgesteld bij het Philipscommando, waar condensatoren en bedrading voor V2’s werden gemaakt. Hierdoor kon ze tot juni 1944 in Kamp Vught blijven. Ze raakte bevriend met de Joodse verzetsvrouw Beppie Schuier, met wie ze de gehele oorlog samen bleef. Uiteindelijk werden zij met 350 van de 400 Joodse Philipsarbeiders naar Auschwitz gedeporteerd. Een groot aantal van de Philipsvrouwen ontsnapte aan de gaskamer doordat ze geselecteerd werden om elders hetzelfde soort werk te doen als in Kamp Vught. In twee transporten vertrokken ze naar een buitenkamp van concentratiekamp Groß-Rosen in Reichenbach, om in een fabriek van Telefunken condensatoren voor vliegtuigen te maken.
Toen de fabriek in februari 1945 ernstig beschadigd werd bij een bombardement, werd het kamp ontruimd en de gevangenen op dodenmars gestuurd. Deels te voet en deels in open treinwagons trokken ze, zonder eten of drinken, in de vrieskou langs dertien kampen. Dankzij de bemiddeling van Graaf Folke Bernadotte, vicepresident van het Zweedse Rode Kruis, werden zij op 4 mei 1945 in Padborg uitgewisseld tegen krijgsgevangen gemaakte Duitse soldaten en naar Zweden gebracht. Na ruim drie maanden kwamen Lotty Veffer en Beppie Schuier in Amsterdam aan, maar in haar huis woonden vreemden. Bij een bureau voor hulp kregen ze een paardendeken en de eerste nacht in Amsterdam sliepen ze op een bankje aan de Apollolaan.

## Na de oorlog
Lotty Veffer trouwde met verzetsman Joep Huffener (1925-1989) en samen kregen zij vier kinderen. Na het overlijden van haar man kwam zij in contact met een groep verzetsvrouwen die in Vught en Ravensbrück hadden gezeten en elkaar maandelijks informeel ontmoetten in een café naast de Nieuwe Kerk, Amsterdam. Daar ontmoette zij Hetty Voûte, met wie zij aan de wieg zou staan van de Vriendenkring Nationaal Monument Kamp Vught. Zij bewerkstelligde dat in Vught het Monument der verloren kinderen werd opgericht, werd bestuurslid van de Nederlandse Vereniging van Ex-Politieke Gevangenen en was in 2011 mede-aanklager in het proces tegen kampbewaker John Demjanjuk. Zij vertelde in lezingen aan jongeren en op lagere scholen over haar oorlogservaringen en werd de naamgever van de Lotty Veffer Foundation, waarvan haar dochter Mirjam Huffener project-directeur was.
In 2017 eerde Omroep Max Lotty Huffener-Veffer met een nieuw bankje op de Apollolaan. Op de rugleuning staat de tekst: "De Amsterdamse Lotty Huffener-Veffer overleefde Auschwitz, keerde na de bevrijding terug en bracht noodgedwongen de eerste nacht door op een bankje aan de Apollolaan." Violiste Maria Milstein speelde bij de onthulling op de viool van Lotty's zusje Carla.
In 2020 maakte de Lotty Veffer Foundation de educatieve documentaire Ogen die Auschwitz zagen voor hulpverleners, verplegenden en verzorgenden van mensen met een oorlogstrauma, met een portret van Lotty Huffener Veffer en Ernst Verduin.